# Гуд (партия)
Гуд (Good — «Хорошая», «Добро») — южноафриканская политическая партия, созданная в декабре 2018 года. Основательница и лидер — Патрисия де Лилль, нынешний министр общественных работ и инфраструктуры и экс-мэр Кейптауна. Политика партии является преимущественно левой, и её платформа основана на социал-демократии, защите окружающей среды, антирасизме и широкомасштабном расширении экономических прав и возможностей чернокожего населения. Оплот партии — Западно-Капская провинция, где она в основном пользуется поддержкой цветного сообщества.
Партия занимает два депутатских места в Национальном собрании Южной Африки, а также одно — в парламенте Западно-Капской провинции. В мае 2019 года Де Лилль стала единственной представительницей оппозиции, получившей пост в кабинете министров ЮАР. Она заявила, что «Гуд» останется оппозиционной партией.

## Создание

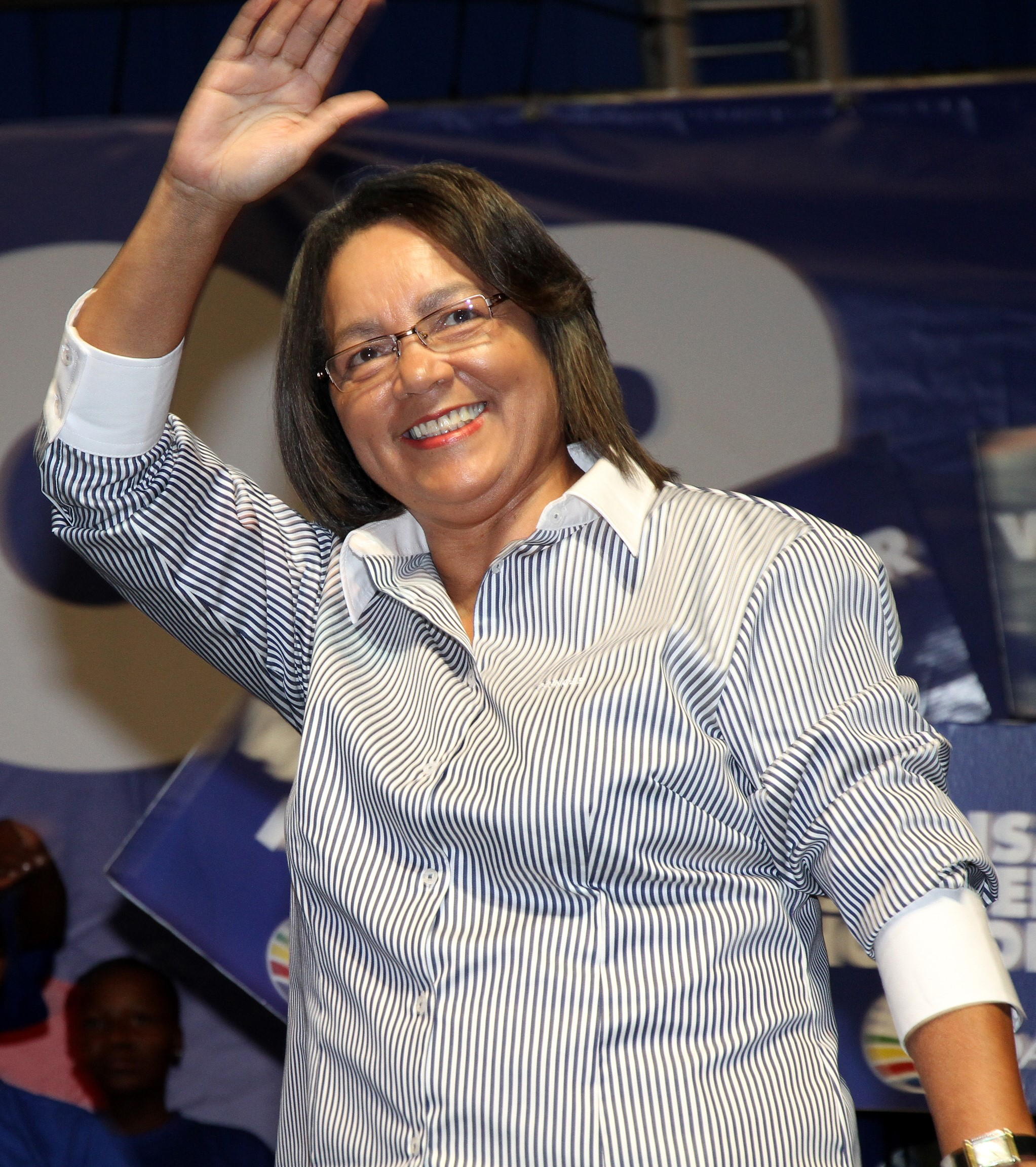
Патрисия де Лилль, лидер и основатель партии

Патрисия де Лилль — южноафриканский политик. В 1994 году она была избрана в Национальное собрание (ассамблею) ЮАР как член Панафриканского конгресса (ПАК). Она занимала ряд руководящих должностей в партии. В 2003 году она покинула ПАК и сформировала партию Независимых демократов. Последняя стала первой возглавляемой женщиной политической партией в ЮАР, которая участвовала в выборах и получала мандаты. В 2010 году после встреч между федеральным руководством Демократического альянса и Независимых демократов было объявлено, что НД вольются в ДА. Члены Независимых демократов получили двойное партийное членство, а после всеобщих выборов 2014 года партия была распущена.
В марте 2011 года Де Лилль была выбрана Демократическим альянсом в качестве кандидата в мэры Кейптауна и была избрана им в мае 2011 года. Она находилась в этой должности до октября 2018 года. Однако в последние месяцы её отношения с партией ухудшились, и Демократический альянс обвинил мэра в сокрытии коррупции в муниципалитете; уходя со своего поста, Де Лилль покинула и ряды партии. Глава окружного прокурора Шон Аугуст и многие другие советники, в том числе член мэрии комитета по транспорту Бретт Херрон, сложили свои должности в знак протеста против смещения де Лилля. Все они ранее были членами Независимых демократов. Высказывалось предположение, что Де Лилль возродит свою старую партию и получит «золотую акцию» на провинциальных выборах 2019 года.
18 ноября 2018 года Патрисия де Лилль запустила политическое движение и веб-сайт «За добро» (For Good).
2 декабря 2018 года Де Лилль в пригороде Йоханнесбурга объявила о создании политической партии «Гуд» (Good).

## Руководство
Патрисия де Лилль заявила, что официальное руководство партии будет избрано после парламентских выборов 2019 года. Национальный руководящий комитет состоит из 36 членов.

## Предвыборная кампания
При запуске политической партии Де Лилль заявила, что манифест партии и кандидаты будут объявлены в начале 2019 года. Партия зарегистрирована в Независимой избирательной комиссии (НИК) и участвовала в национальных и провинциальных выборах 2019 года во всех провинциях ЮАР.
5 февраля 2019 года партия представила свой избирательный манифест. Программа партии была сосредоточена на таких вопросах, как сокращение численности правительства, судебное преследование коррумпированных лиц и отказ от платы за дороги в Гаутенге.

## Результаты выборов
Партия завоевала два места в Национальной ассамблее Южной Африки и одно — в парламенте Западно-Капской провинции. Два места в парламенте заняли Де Лилль и Шон Аугуст, а место в парламенте провинции — Бретт Херрон Де Лилль впоследствии заняла пост министра общественных работ и инфраструктуры в кабинете министров ЮАР, но заявила, что «Гуд» останется оппозиционной партией.
17 июля 2019 года «Гуд» провела свои первые дополнительные выборы в местный муниципалитет Джордж. Кандидатом от партии была Мерсия Драгоендер, перешедшая из Демократического альянса. ДА в конечном итоге сохранил за собой место, но с перевесом всего в восемь голосов («Гуд» заняла второе место, а АНК — третье из нескольких партий, которые участвовали в дополнительных выборах).

### Национальная ассамблея
| Выборы | Голоса | Процент голосов | Места    | +/- | Правительство |
| ------ | ------ | --------------- | -------- | --- | ------------- |
| 2019   | 70,408 | 0.40 %          | 2 из 400 | -   | оппозиция     |